# 沙氏壮绵鳚
沙氏壮绵鳚，為輻鰭魚綱鱸形目绵鳚亞目绵鳚科的其中一種，分布於西大西洋海域，屬底棲性魚類，棲息深度2000-3510公尺，體長可達18.9公分。

## 扩展阅读
維基物種上的相關：沙氏壮绵鳚